# Georges Albert Tresch

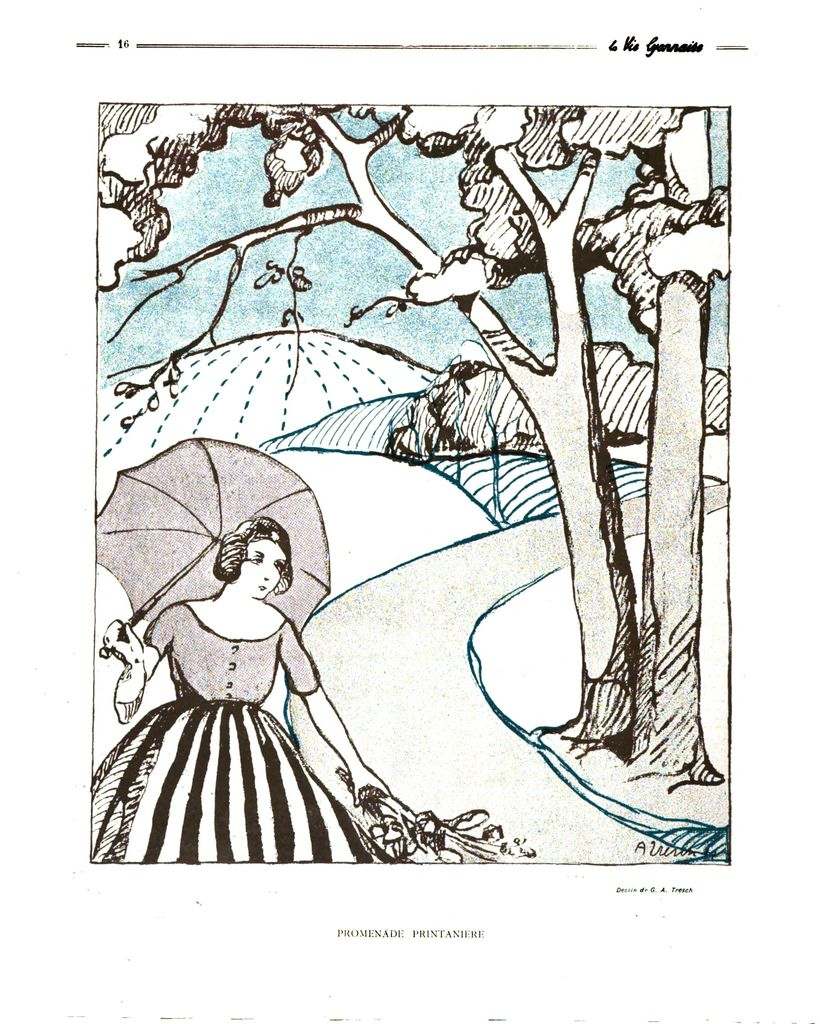
Dessin de Georges Albert Tresch _ "Promenade printanière"

Georges Albert Tresch né le 5 août 1881 à Delle, dans le territoire de Belfort et mort le 9 juillet 1948, à Aix-en-Provence est un artiste peintre qui a parallèlement une carrière militaire.

## Biographie
Fils de Charles Léon Tresch, agent voyer et de Mathilde Catherine Geigere, il est né le 5 août 1881 .
Le 3 mai 1914, à Saint-Genis-Laval, il épouse Catherine Fournel. Ils ont un fils, Charles Henri Tresch qui plus tard s’occupera de gérer les œuvres de son père. 
En 1899, il sort bachelier du lycée de Belfort. En 1900, il entre à l'École spéciale militaire de Saint-Cyr. En 1904, il est sous-lieutenant d'infanterie et en 1906 il est promu lieutenant. Il est affecté à Lyon en 1910. Il travaille dans l'atelier de Alexandre François Bonnardel, professeur à l'école des Beaux-Arts de Lyon.
Pendant la Première Guerre mondiale, le lieutenant Tresch se trouve sur le Front. Il fait des peintures et des croquis représentant la guerre. Tresch rencontre le philosophe Alain, un pacifiste qui a voulu connaître la vie des Poilus dans les tranchées. Celui-ci est impressionné par ce capitaine d'artillerie qui est aussi artiste, et le cite dans son livre Histoires de mes pensées. Cette expérience va inspirer l'ouvrage qu'Alain publie en 1920 "Le Système des Beaux-Arts" et ses dessins illustrent le livre Alain et Tresch, un philosophe, un peintre dans les tranchées, 1914-1918.
Tresch poursuit sa carrière militaire, et en 1919, il habite à Lyon. Il rejoint le groupe des Ziniars ; par sa culture et son admiration pour Cézanne, il exerce une influence sur ces peintres.  Il est l'un des fondateurs du Salon du Sud-Est. Il habite Briançon en 1935. Lorsqu'il prend sa retraite de militaire, il s'installe près d'Aix-en-Provence et se consacre complètement à la peinture.
Il meurt pendant l'accrochage de ses œuvres, le 9 juillet 1948.

## Salons et expositions
Georges Albert Tresch expose au Salon d'Automne et au Salon du Sud-Est à Lyon, au Salon d'Automne et au Salon des Indépendants à Paris et dans différents salons et galeries, notamment à la galerie des Archers, avec Combet-Descombes en 1923.
Le Musée de Beaux-Arts de Lyon a acquis trois toiles en 1937 et en 1996: 
- Nature morte au siphon bleu
- Autoportrait à la veste brune, 1929.
- Le vallon de Bagnols à Aix-en-Provence, 1939.

## Style
Admirateur de Paul Cézanne, il peint dans l'esprit de cet artiste des natures mortes et des paysages. Il travaille sur le motif comme ce maître. Dessinateur, aquarelliste, peintre, il est aussi critique d'art musical.